# Laodemonax rufithorax
Laodemonax rufithorax là một loài bọ cánh cứng trong họ Cerambycidae.